# 罪刑相适应原则
罪责刑相适应原则，也称为罪刑均衡、罪行相应，是大陆法系刑法的一项基本原则。
其原则要求刑罚要犯罪性质相适应、又与犯罪情节相适应、犯罪人的人身危险性相适应。从立法上，要求重视对各种犯罪的谁危害程度进行宏观预测和遏制手段设计，确定合理的刑罚体系、刑罚制度和法定刑。在量刑方面，要求将量刑与定罪至于同等重要，实现两者的协调、均衡。行刑方面，实现罪刑法定原则，要求注重犯罪人的人身危险程度的消长，合理运用减刑、假释等制度。